# 板倉東洋大前駅

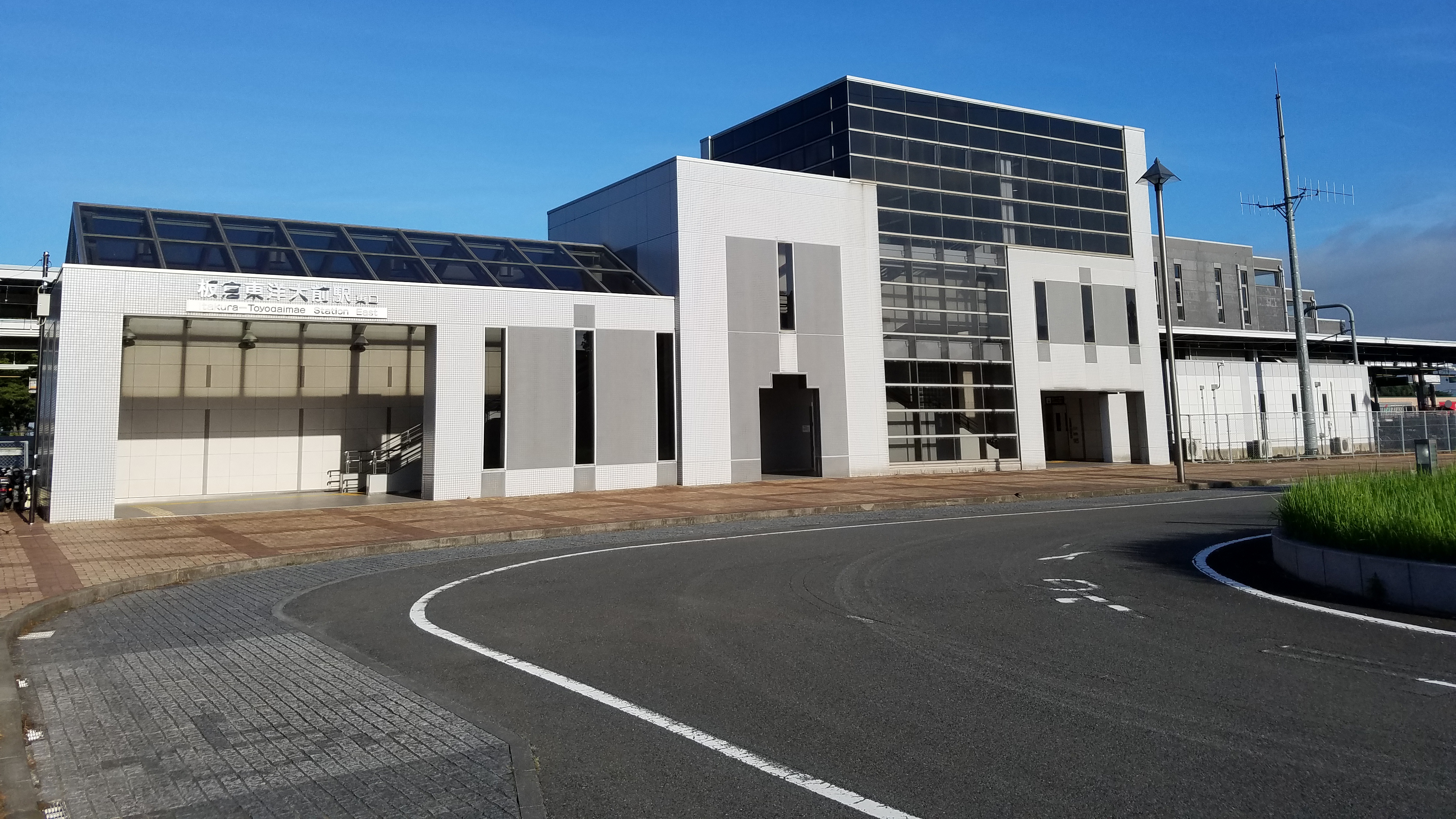
東口（2021年8月）

板倉東洋大前駅（いたくらとうようだいまええき）は、群馬県邑楽郡板倉町朝日野一丁目にある、東武鉄道日光線の駅である。駅番号はTN 07。
群馬県最東端の駅で、東武日光線の駅で唯一群馬県の駅である。また板倉町唯一の駅でもある。両隣の駅は所在地がそれぞれ埼玉県と栃木県であるため、隣接する3駅連続で所在県が変わる。

## 概要
当駅が設置されるまで日光線は群馬県を通過するだけであったが、地元の要望により請願駅として当駅が開設された。開業時から東京の浅草と東武日光、鬼怒川温泉方面を結ぶ快速列車（現在の急行の上位種別。日中毎時1本程度）も停車し、新駅ながら東京方面などの中距離利便性が重視された。
2006年のダイヤ改正によって、日中の快速が区間快速に格下げとなったことから、地元では「約束が違う」という反発があり、町議会でも南栗橋駅止まりで当駅に来ない急行列車が多いことを問題視する発言がなされている。また、町民の代表的な意見のひとつとして急行および特急の停車希望が上げられている。なお、板倉町では快速の増発並びに最終列車の繰り下げを要望している。
2013年3月16日のダイヤ改正で以下のような改善がされるため、前述のような問題点がほぼ解消された。
- 周辺ゴルフ場に向かうゴルファー向けとして、朝の下り特急「けごん1号」が停車することになった。
- 区間快速の各駅停車区間が、従来の東武動物公園駅以北から新大平下駅以北に変更され、当駅を含む浅草駅 - 新大平下駅間が快速運転となった。ただし、運転本数は削減された。

2017年4月21日のダイヤ改正で上記の区間快速・快速は全廃され、上り列車は特急を除きすべて南栗橋止まりとなった。また、特急「けごん1号」は時刻が繰り上げられて「リバティけごん1号・リバティ会津101号」となり、さらに午後の上り特急「けごん36号」も停車するようになった（現行ダイヤでは「リバティけごん42号・リバティ会津142号」となっている）。

## 歴史
- 1995年（平成7年）12月4日 - 着工[5]。
- 1997年（平成9年）3月25日 - 開業。日光線では最も新しい駅である。
- 2012年（平成24年）3月17日 - TN 07の駅ナンバリングを導入。
- 2013年（平成25年）3月16日 - 早朝時間帯に下りの「けごん」1号停車開始。特急停車駅になる。
- 2017年（平成29年）4月21日 - 「けごん」1号の時刻繰り上げと500系使用の「リバティけごん」1号へ変更。また夕刻時間帯に上りの「けごん」36号の停車開始[6]。

## 駅構造
島式ホーム2面4線の地上駅で、橋上駅舎を有している。PASMO対応自動改札機設置駅。
東口・西口・ホームと改札階をそれぞれ連絡するエレベーター・エスカレーターが設置されている。

### のりば
| 番線 | 路線   | 方向 | 行先                                                                                   |
| ---- | ------ | ---- | -------------------------------------------------------------------------------------- |
| 1・2 | 日光線 | 上り | 南栗橋・東武動物公園・ 東武スカイツリーライン 北千住・とうきょうスカイツリー・浅草方面 |
| 3・4 | 日光線 | 下り | 新栃木・東武日光・ 鬼怒川線 鬼怒川温泉・ 宇都宮線 東武宇都宮方面                       |

- 上記の路線名は旅客案内上の名称（「東武スカイツリーライン」は愛称）で表記している。
- 2・3番線が本線、1・4番線が待避線である。
- 毎年8月第一土曜日に開催される古河市の花火大会の際には、当駅始発の臨時上り列車が運行される。

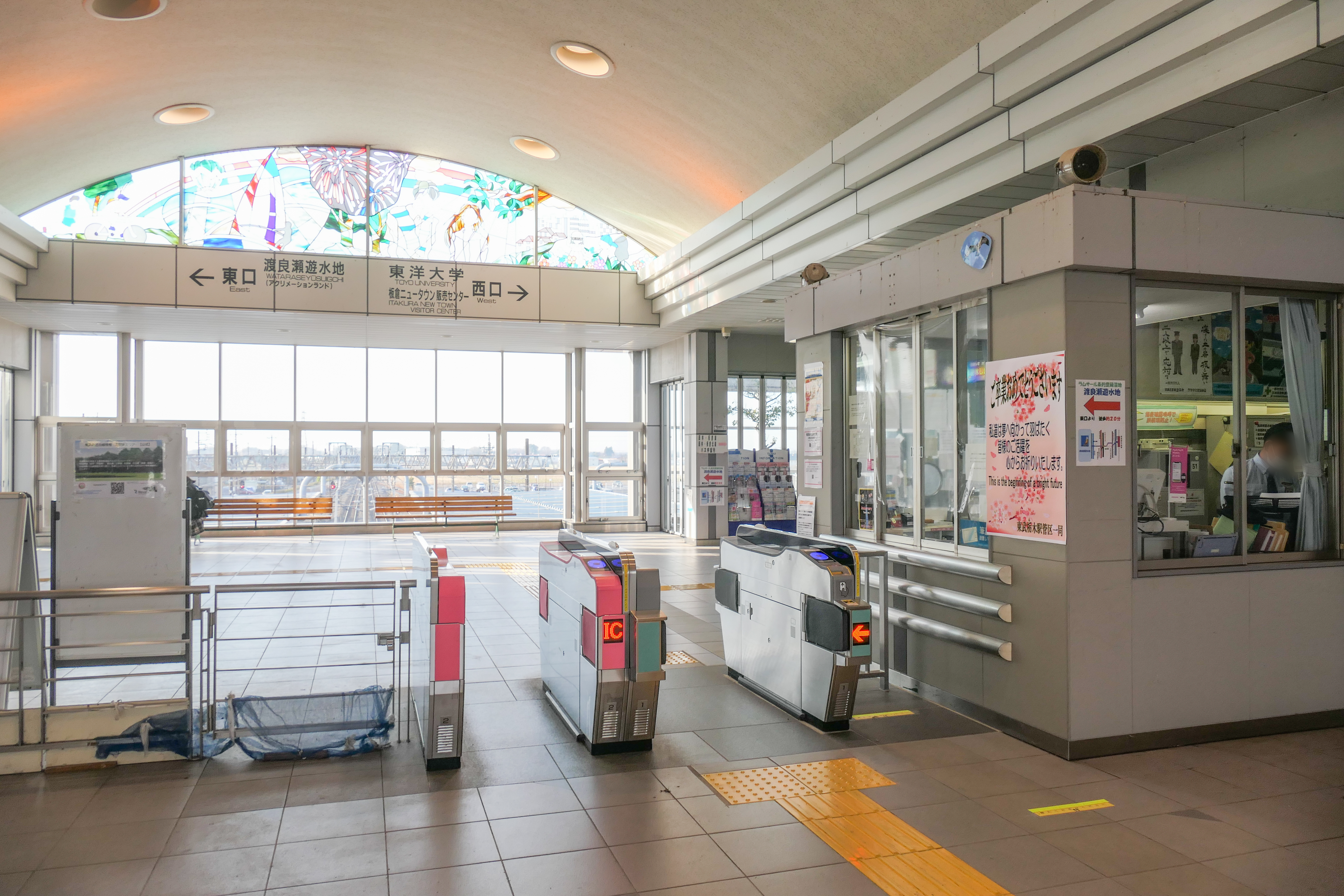
改札口（2022年3月）
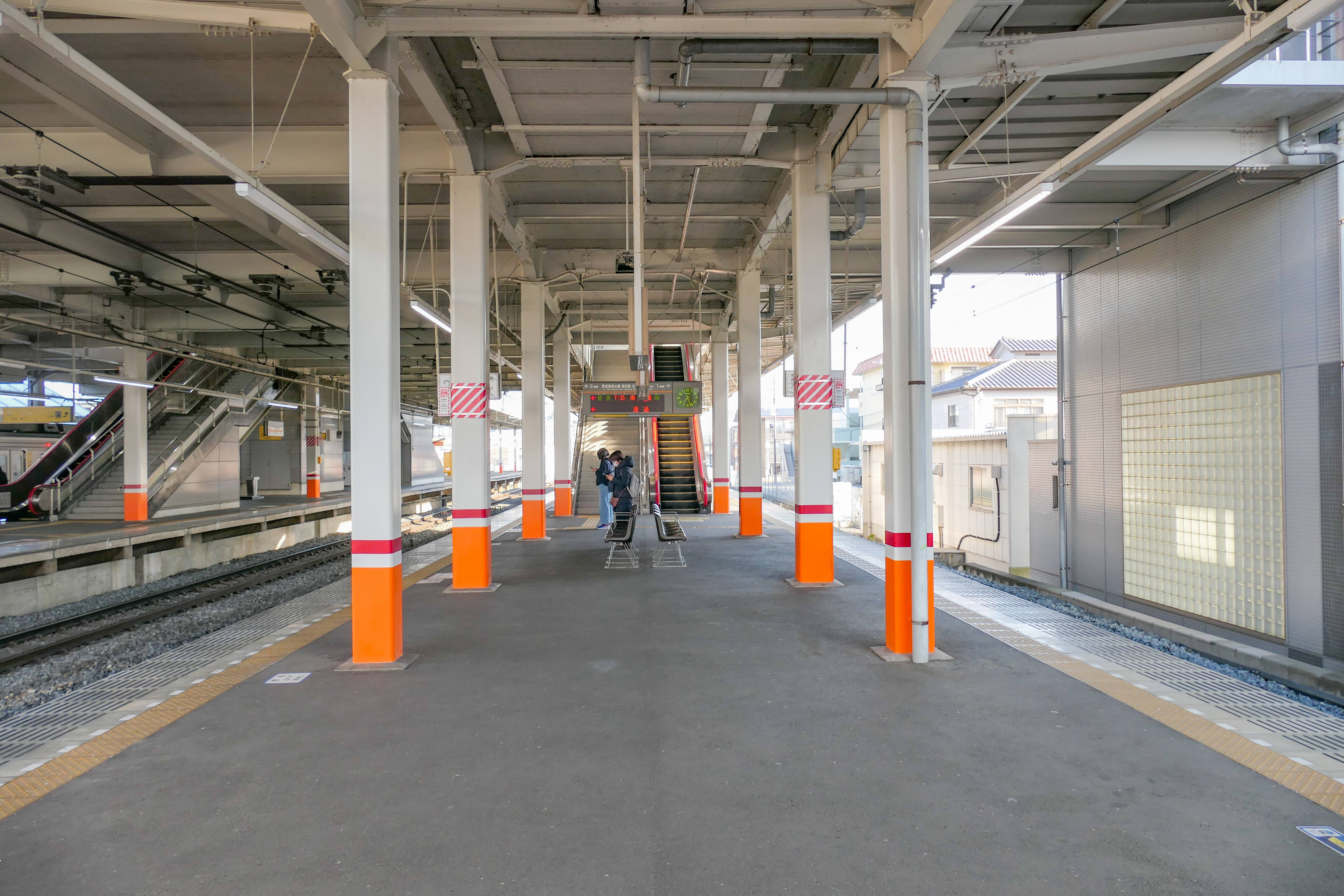
1・2番線ホーム（2022年3月）
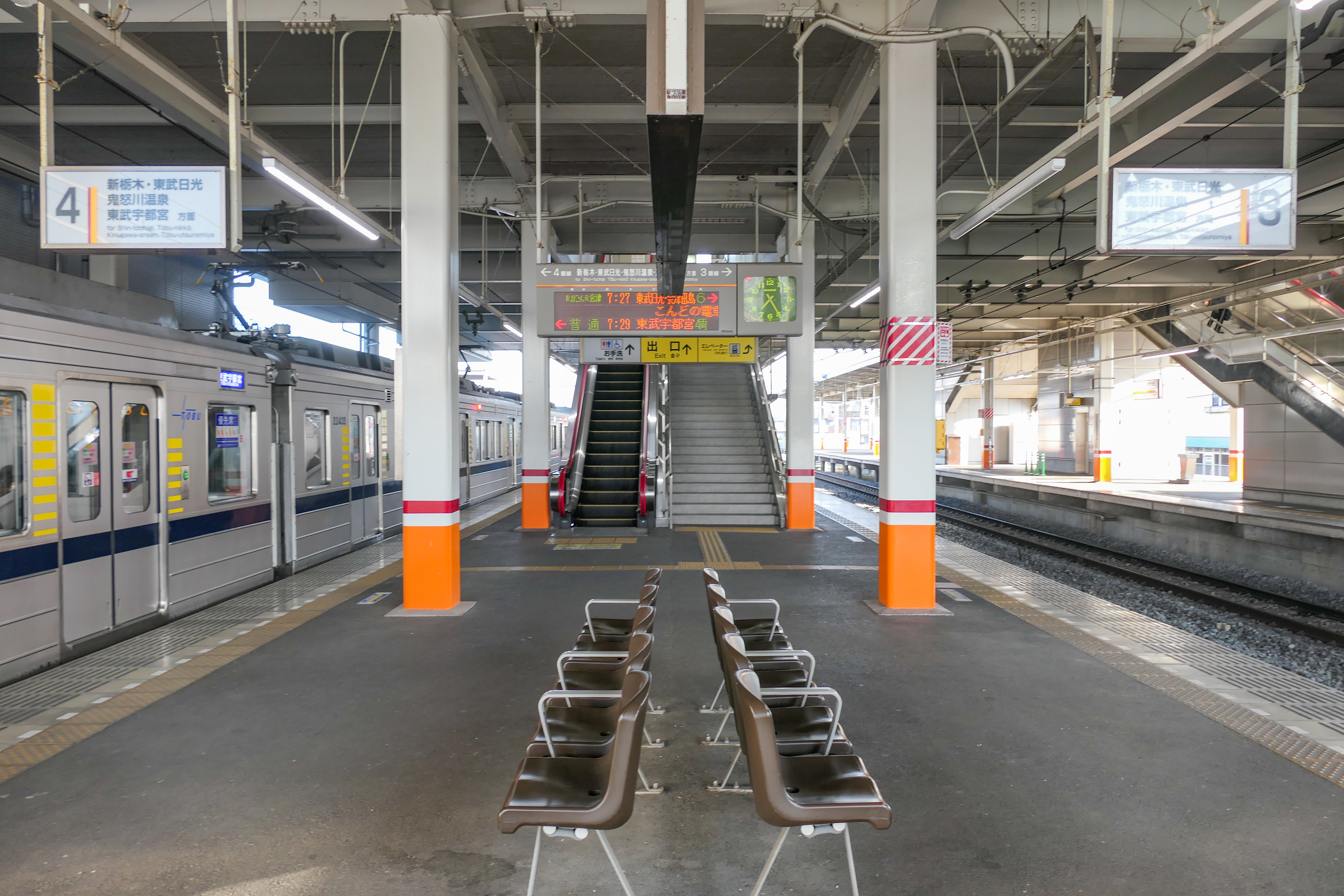
3・4番線ホーム（2022年3月）

## 利用状況
2024年度の1日平均乗降人員は1,936人である。
2009年度に東洋大学の国際地域学部が白山第2キャンパス（東京都）へ移転したため、同年度は乗降人員が大幅に減少したものの、当駅周辺は宅地開発が進行しており、日光線新古河以北の駅では唯一増加傾向が続いていた。しかし、2017年からは減少傾向となっている。
近年の1日平均乗降人員の推移は下表のとおりである。
| 年度               | 1日平均 乗降人員 |
| ------------------ | ---------------- |
| 1998年（平成10年） | 1,920            |
| 1999年（平成11年） | 2,482            |
| 2000年（平成12年） | 2,788            |
| 2001年（平成13年） | 3,351            |
| 2002年（平成14年） | 3,774            |
| 2003年（平成15年） | 4,162            |
| 2004年（平成16年） | 4,361            |
| 2005年（平成17年） | 4,288            |
| 2006年（平成18年） | 4,256            |
| 2007年（平成19年） | 4,505            |
| 2008年（平成20年） | 4,580            |
| 2009年（平成21年） | 2,930            |
| 2010年（平成22年） | 3,154            |
| 2011年（平成23年） | 3,337            |
| 2012年（平成24年） | 3,606            |
| 2013年（平成25年） | 3,895            |
| 2014年（平成26年） | 3,925            |
| 2015年（平成27年） | 4,120            |
| 2016年（平成28年） | 4,208            |
| 2017年（平成29年） | 4,105            |
| 2018年（平成30年） | 3,966            |
| 2019年（令和元年） | 3,819            |
| 2020年（令和02年） | 2,039            |
| 2021年（令和03年） | 2,901            |
| 2022年（令和04年） | 3,251            |
| 2023年（令和05年） | 3,404            |
| 2024年（令和06年） | 1,936            |

## 駅周辺

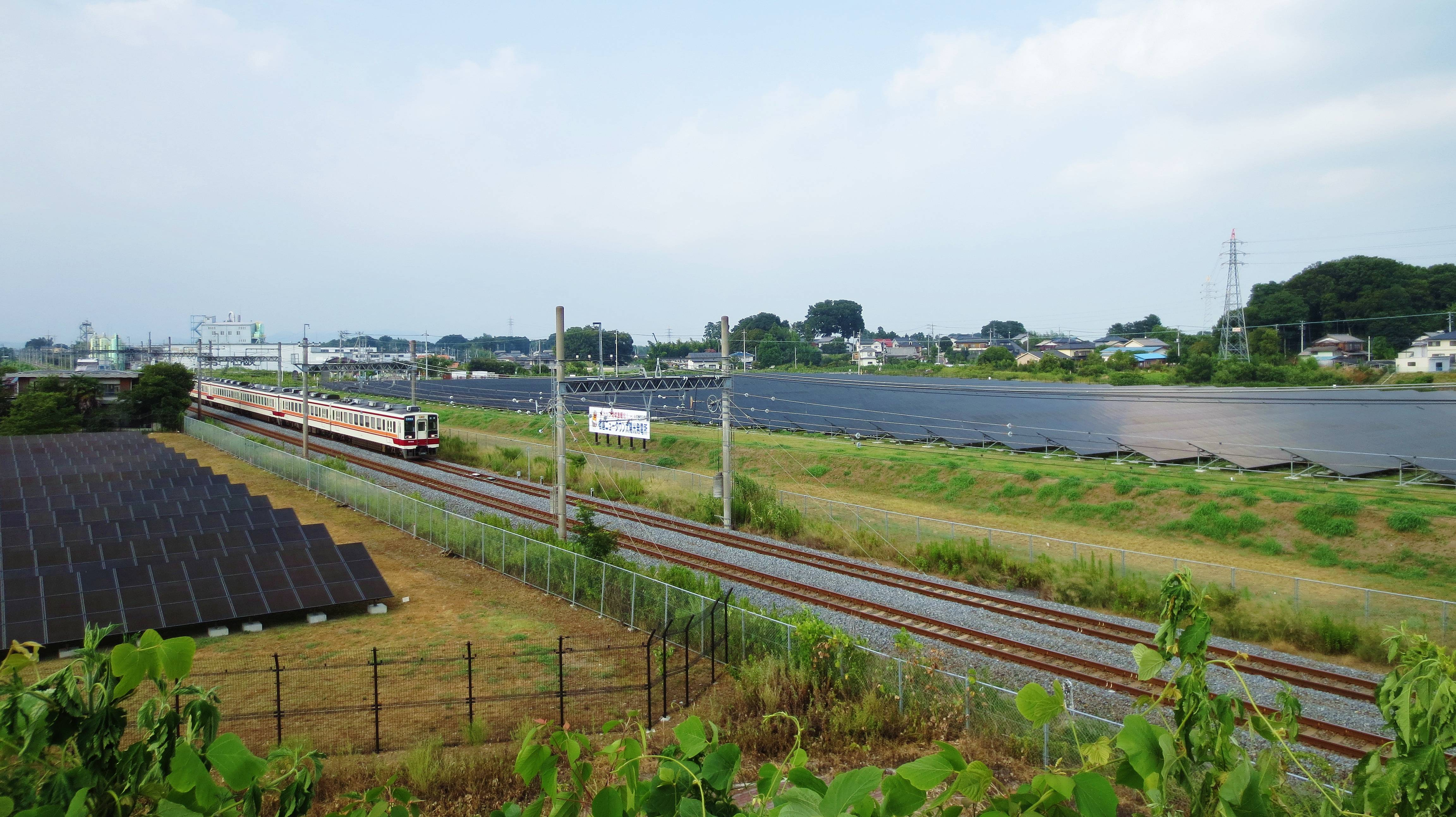
板倉ニュータウン太陽光発電所

周辺は板倉ニュータウンとして開発が進められている。開業前の駅付近はコスモス畑であった。
- 東洋大学板倉キャンパス - 駅名の由来。設置されていた学部は2024年に朝霞キャンパス（埼玉県）へ移転した。
- フォリオ板倉ショッピングセンター
  - フレッセイ板倉店
  - 三喜
- スーパーセンタートライアル板倉店
- 板倉町東部公民館
- わたらせ自然館
- 文化財資料館・頼母子のシダレザクラ
- JA邑楽館林板倉東支所
  - 海老瀬簡易郵便局
- 群馬銀行板倉ニュータウン支店
- 渡良瀬遊水池
- 板倉ニュータウン太陽光発電所
- 板倉町立東小学校

※板倉市街地（板倉町役場）方面は広域公共路線バスに乗り換え。

## バス路線
路線バスは西口を発着する。
- つゝじ観光バス
  - 広域公共路線バス館林・板倉線

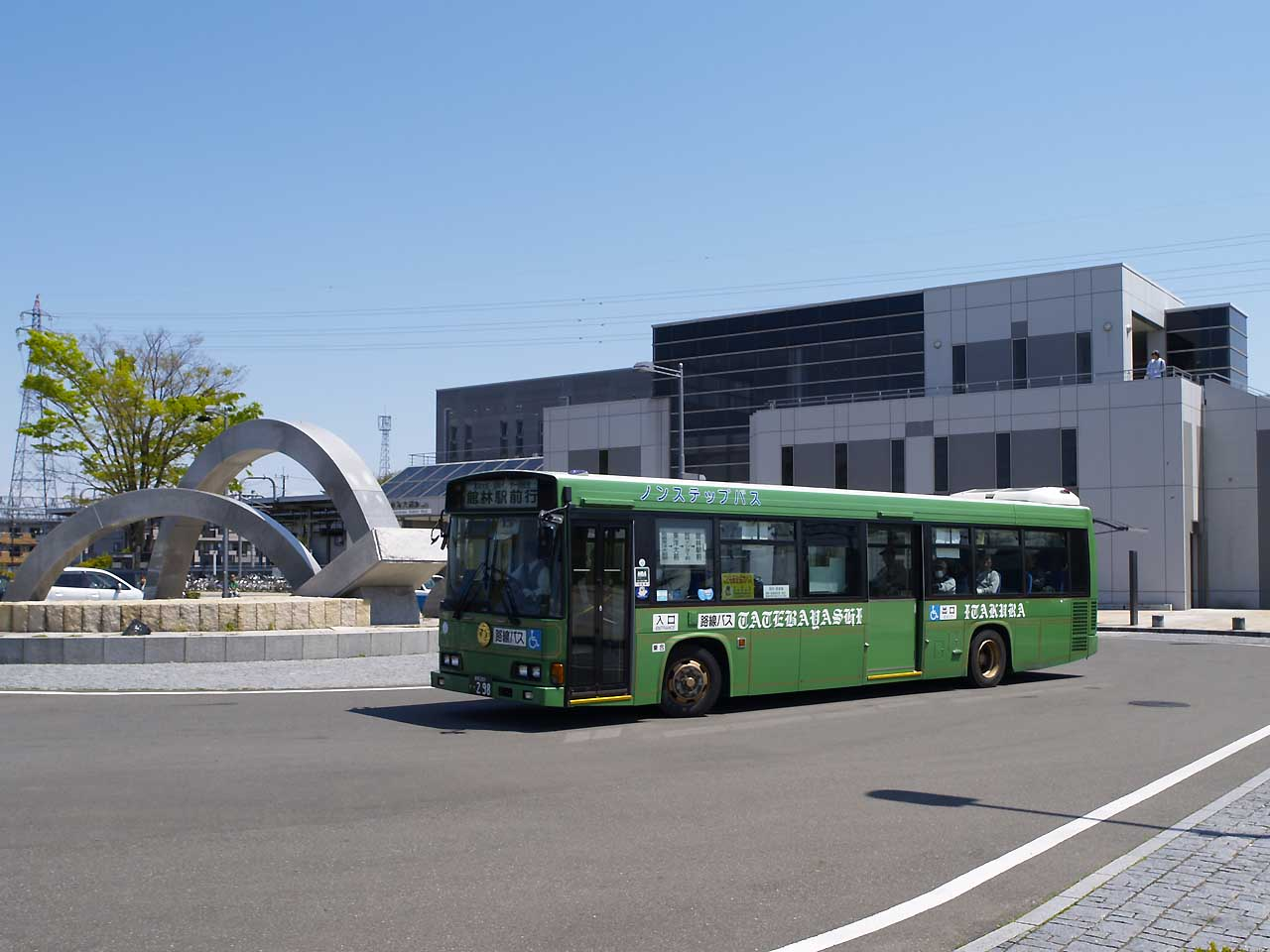
館林駅行きの路線バス

    - 館林駅東口行き（館林インター前経由／雷神社前経由）
- 板倉町コミュニティバス
  - 南線、北線
    - （朝夕便）板倉町役場行き
    - （日中便）アゼリアモール行き

## 隣の駅
東武鉄道
 日光線
- ■特急「リバティけごん」「リバティ会津」一部停車駅

■急行
栗橋駅 (TN 04) - 板倉東洋大前駅 (TN 07) - 新大平下駅 (TN 10)
■普通
柳生駅 (TN 06) - 板倉東洋大前駅 (TN 07) - 藤岡駅 (TN 08)